# Camobi
Camobi (pronunciación portuguesa: [????], "Camobi") es un barrio del distrito de Sede, en el municipio de Santa Maria, en el estado brasileño de Río Grande del Sur. Está situado en el este de Santa Maria.

## Villas
El barrio contiene las siguientes villas: Base Aérea de Santa Maria, Camobi, Condomínio Residencial Novo Horizonte, Condomínio Vila Verde, Estação Colônia, Loteamento Behr, Loteamento Carlos Gomes, Loteamento Grazziotin, Loteamento Irmão Leão, Loteamento Martins da Silva, Loteamento Monfardini, Loteamento São José, Núcleo Habitacional Fernando Ferrari, Parque Residencial Alto da Colina, Parque Residencial Amaral, Parque Residencial Camobi, Parque Residencial Fiori D'Itália, Parque Residencial Monte Carlo, Parque Residencial Novo Horizonte, Parque Residencial Santa Lúcia, Parque Residencial Universitário, Petit Vilage, Universidade Federal de Santa Maria, Vila Almeida, Vila Assunção, Vila do Canto, Vila Jardim, Vila Progresso, Vila Santa Helena, Vila Santos Dumont, Vila Soares do Canto, Vila Tereza, Vila Tonetto, Vila Vitório Rossato.

## Galería de fotos

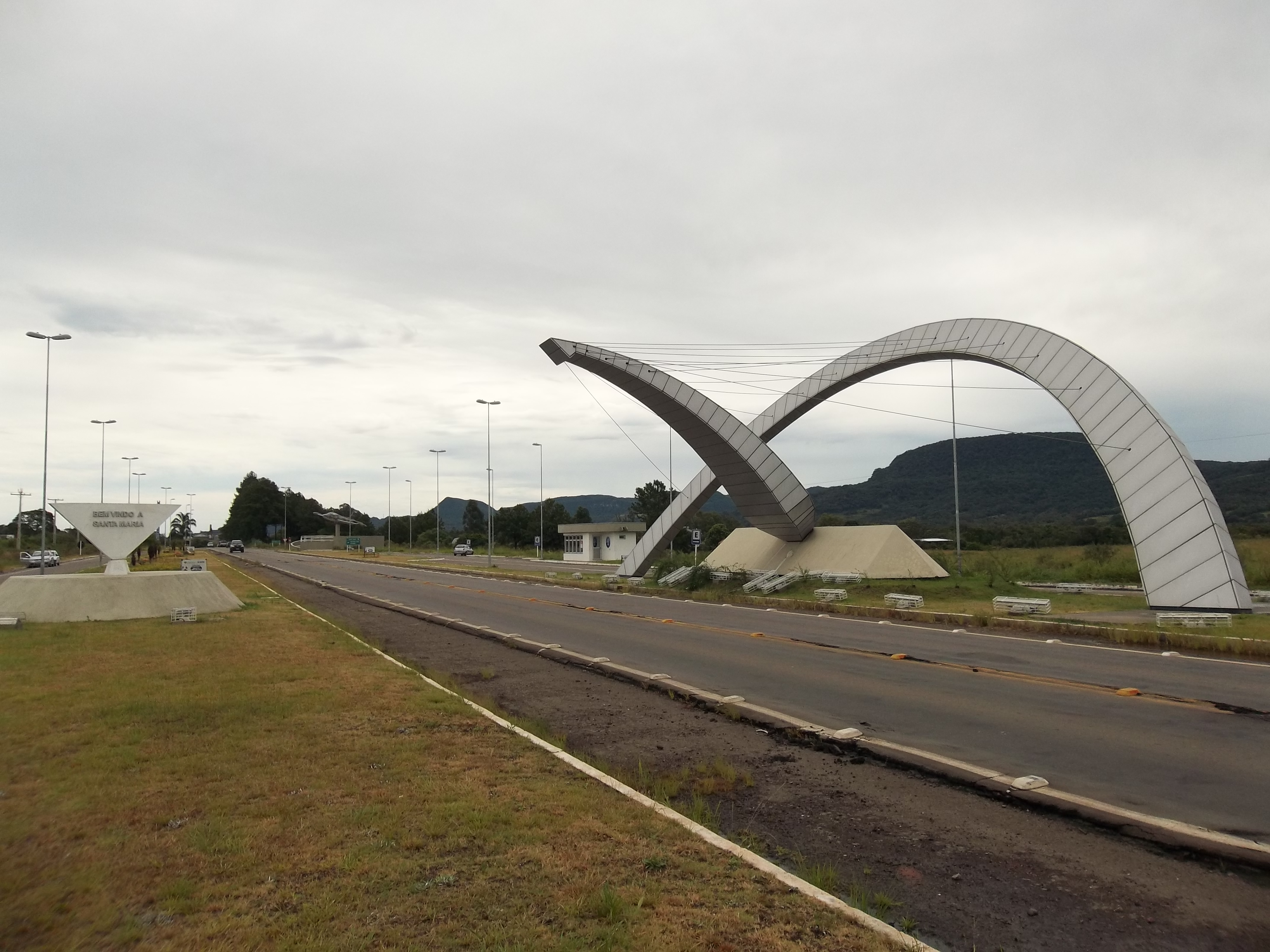
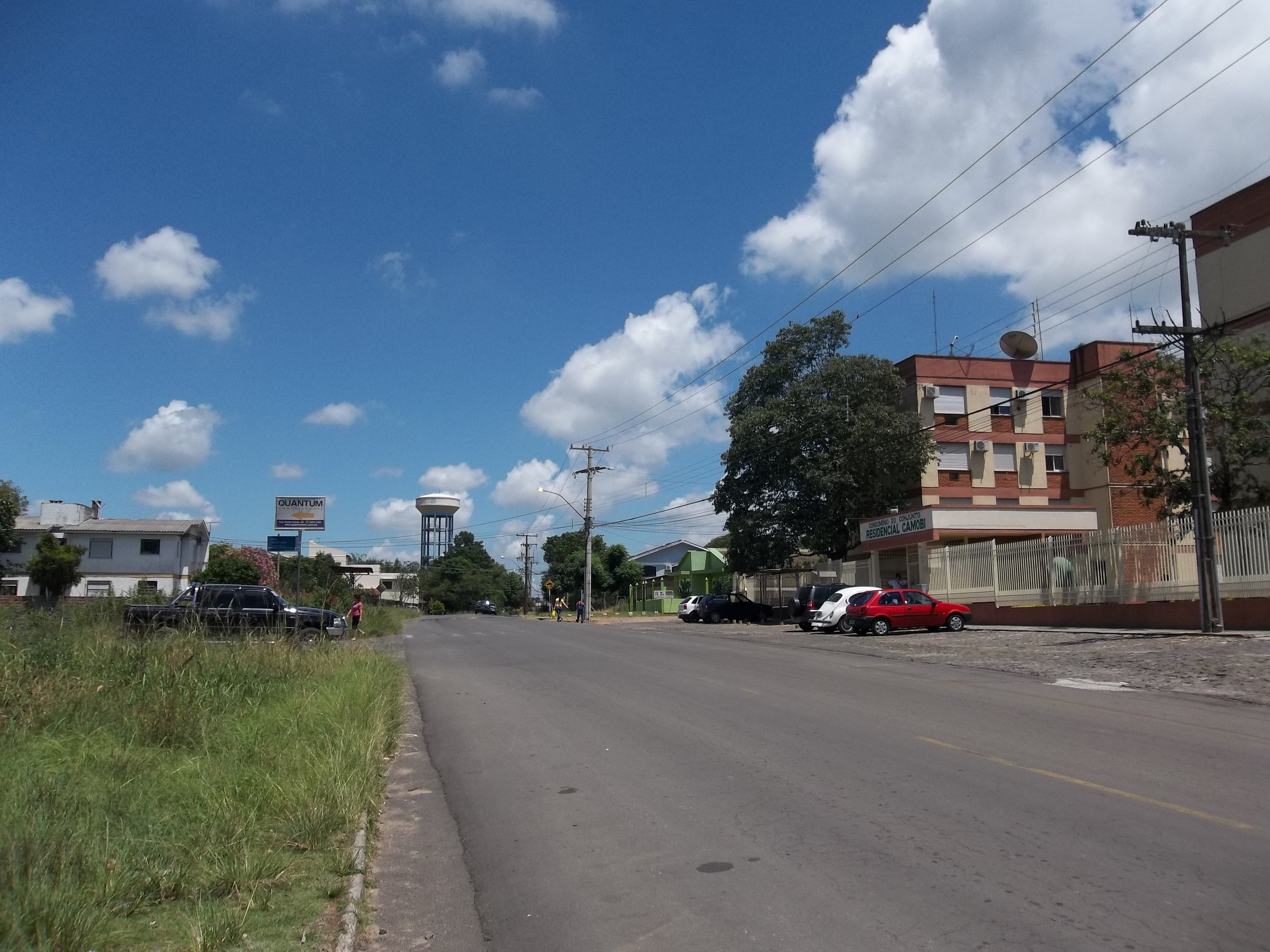
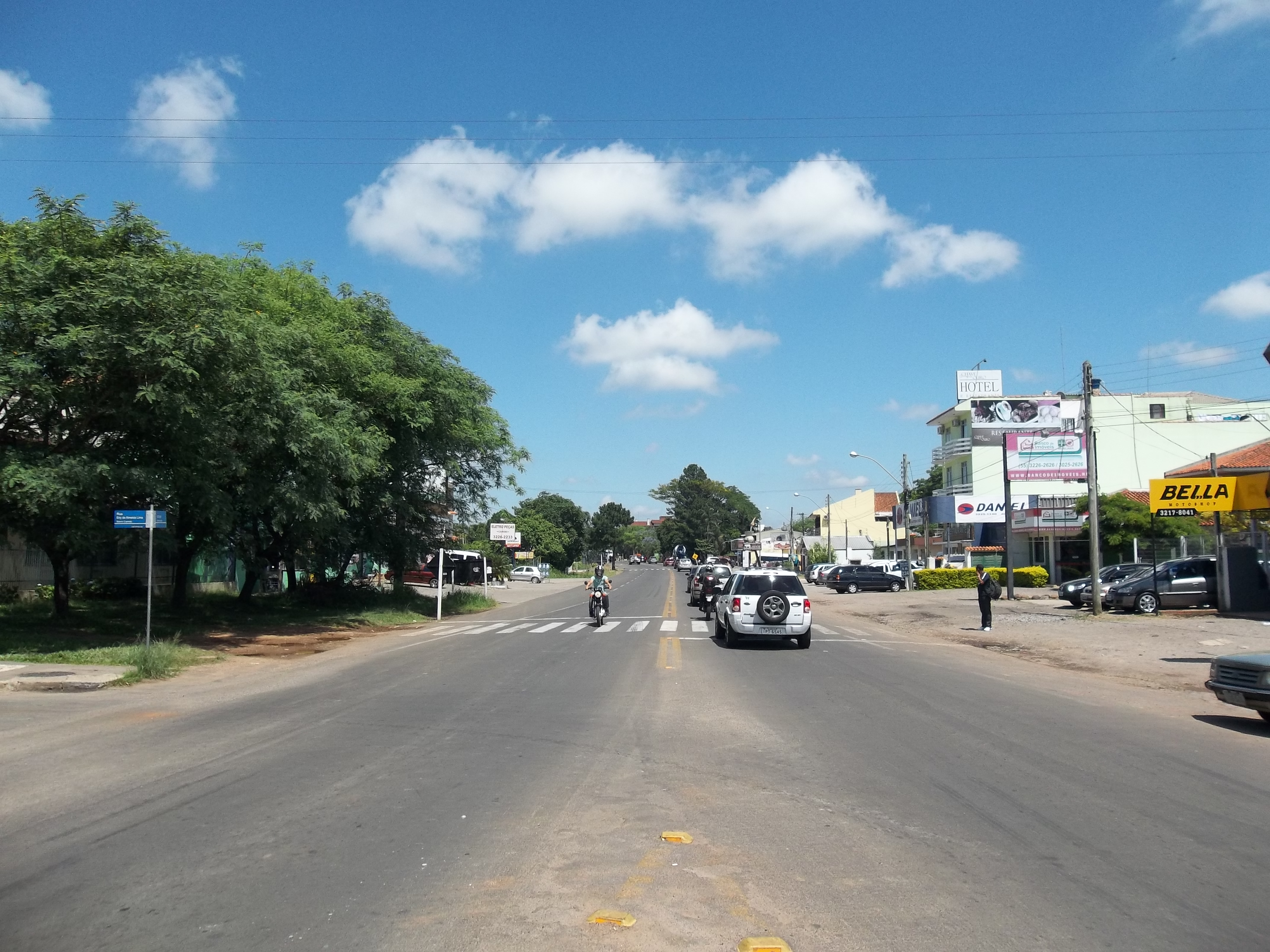
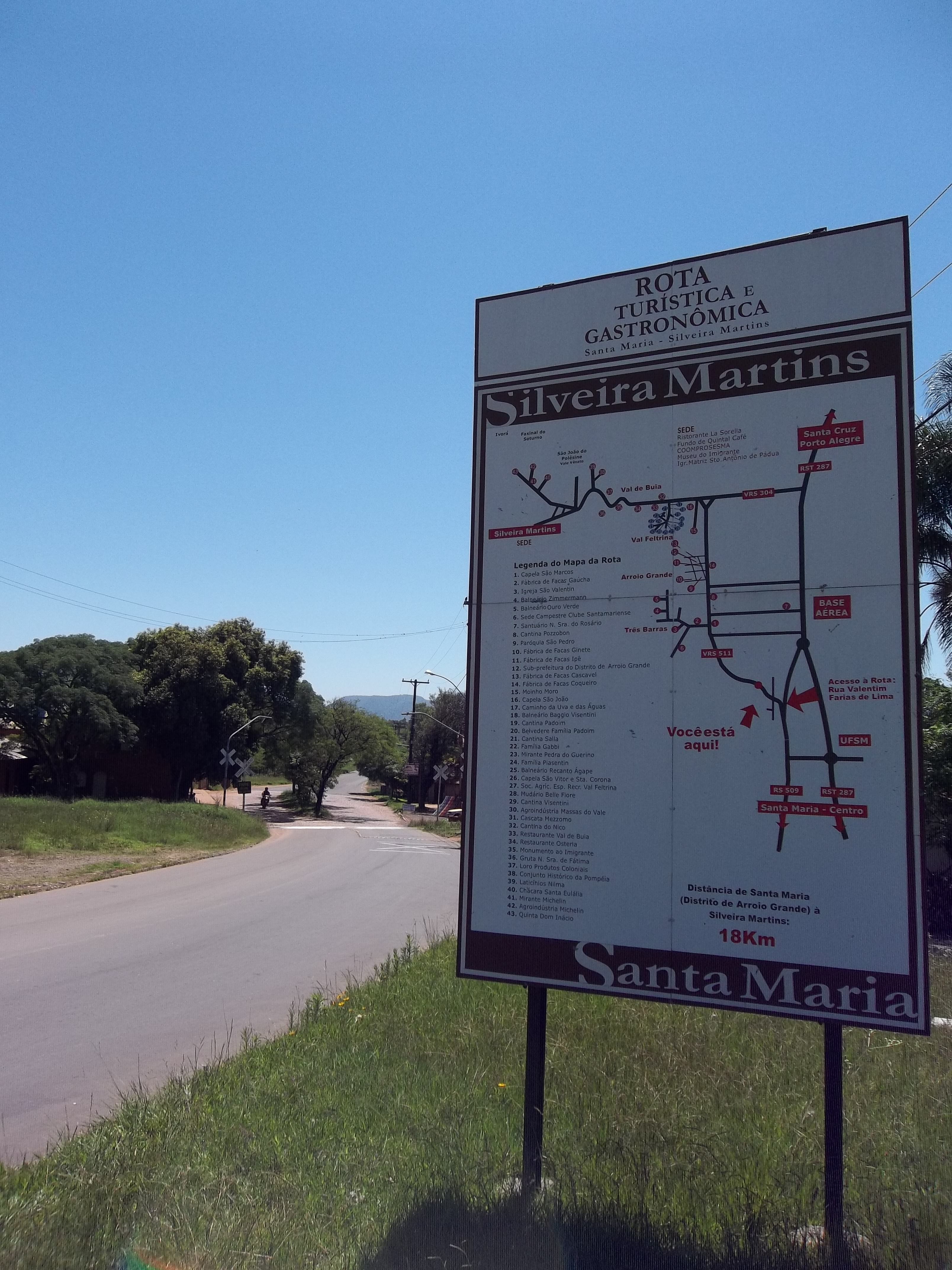
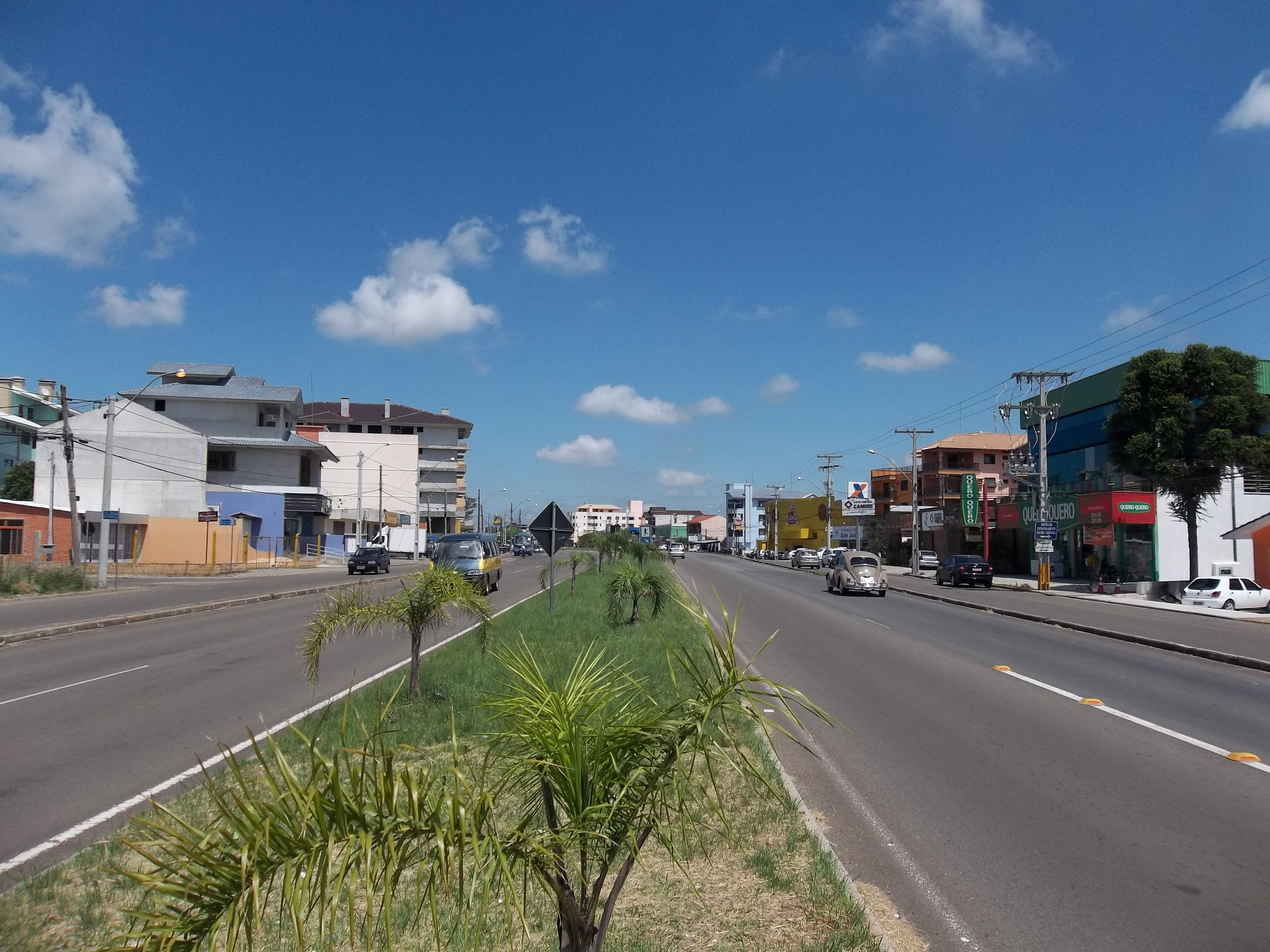
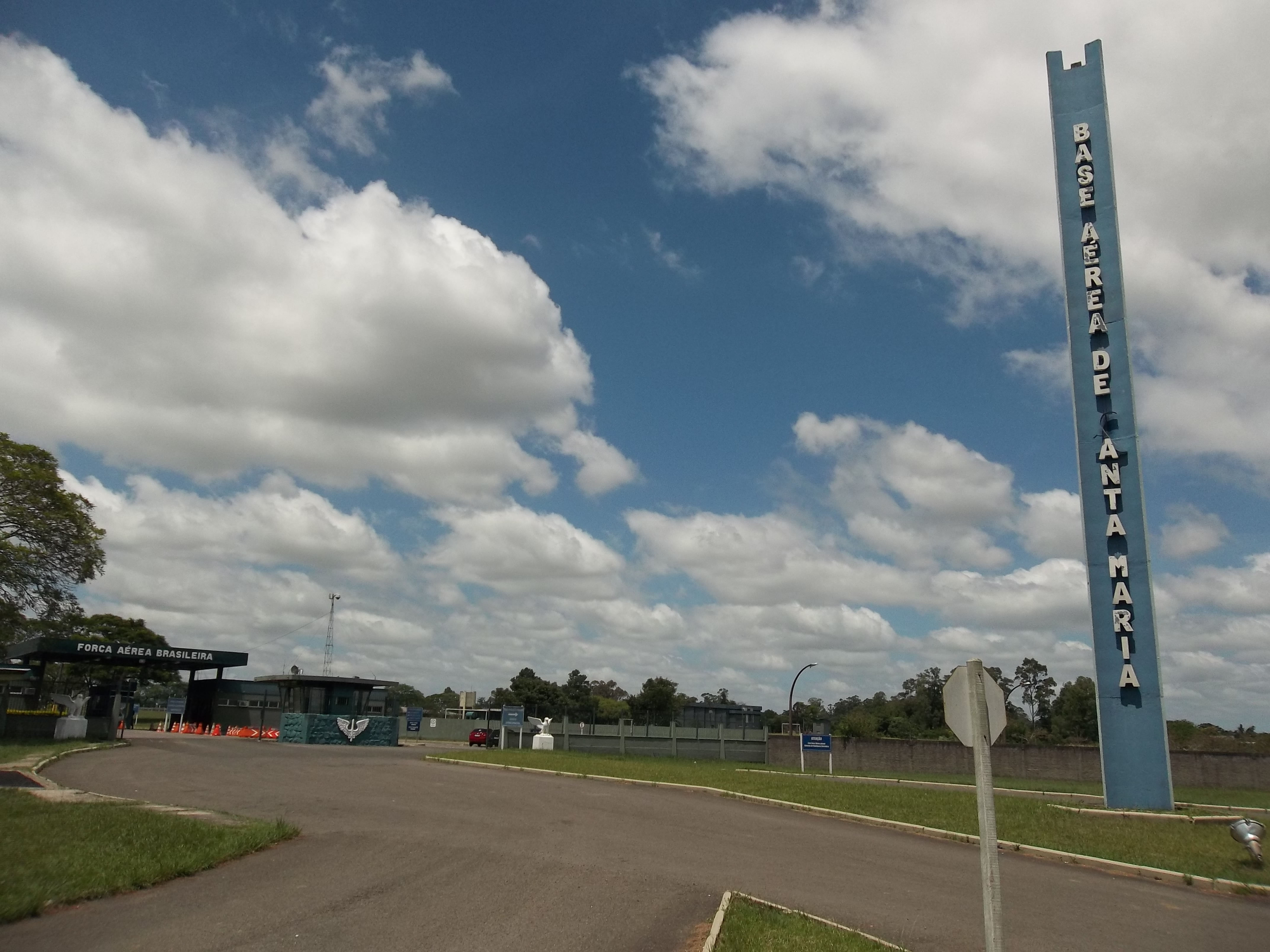
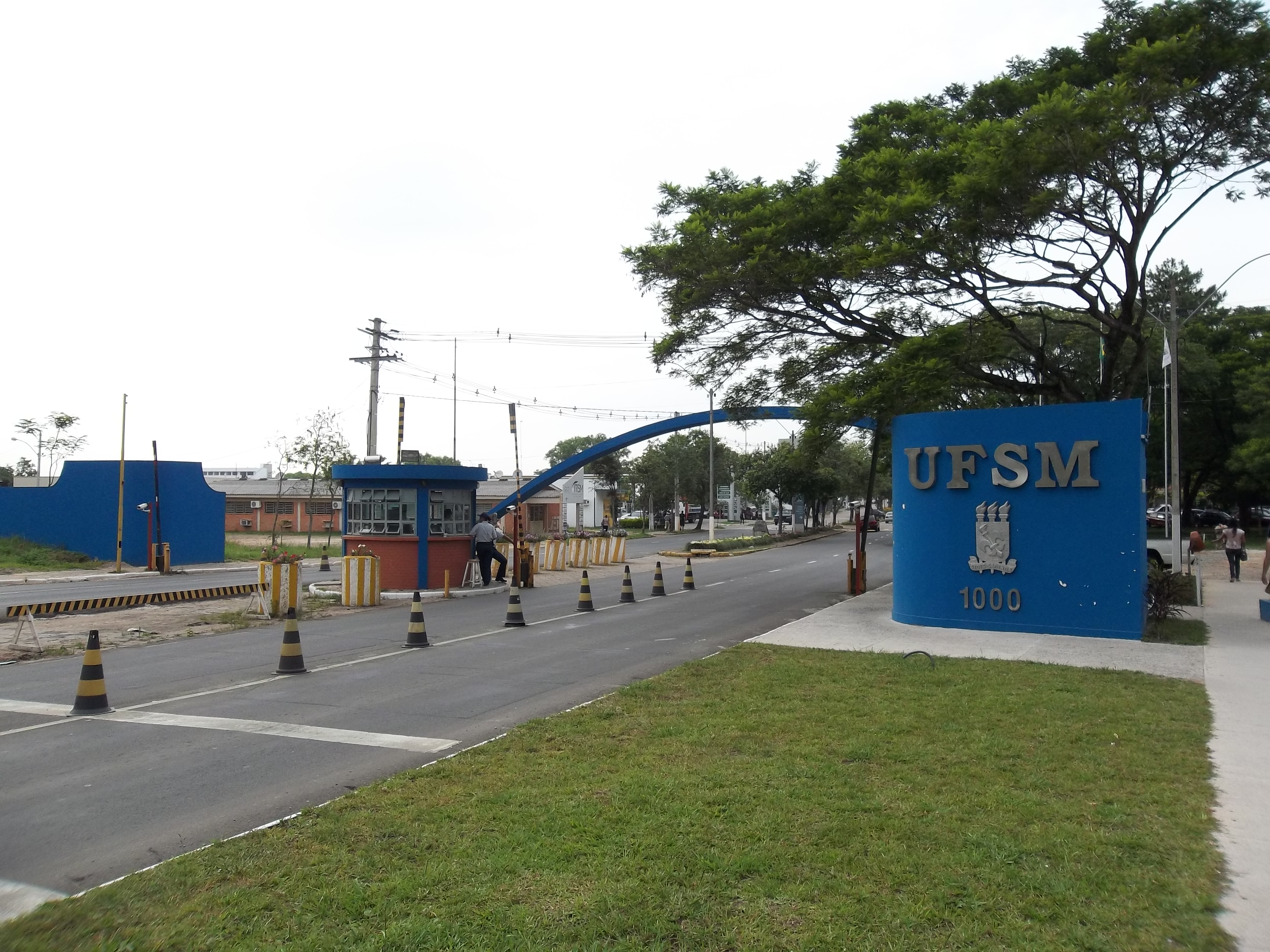
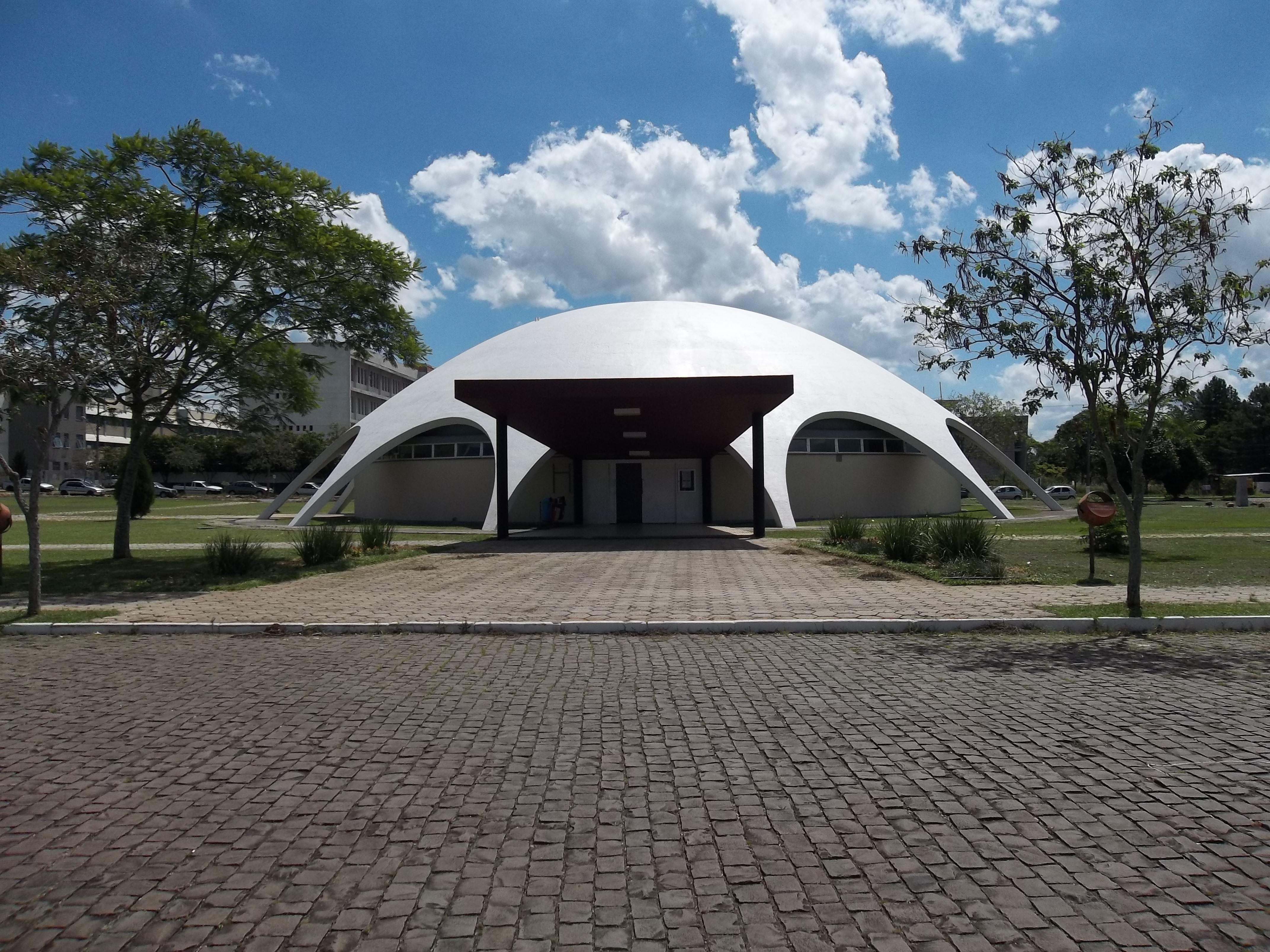
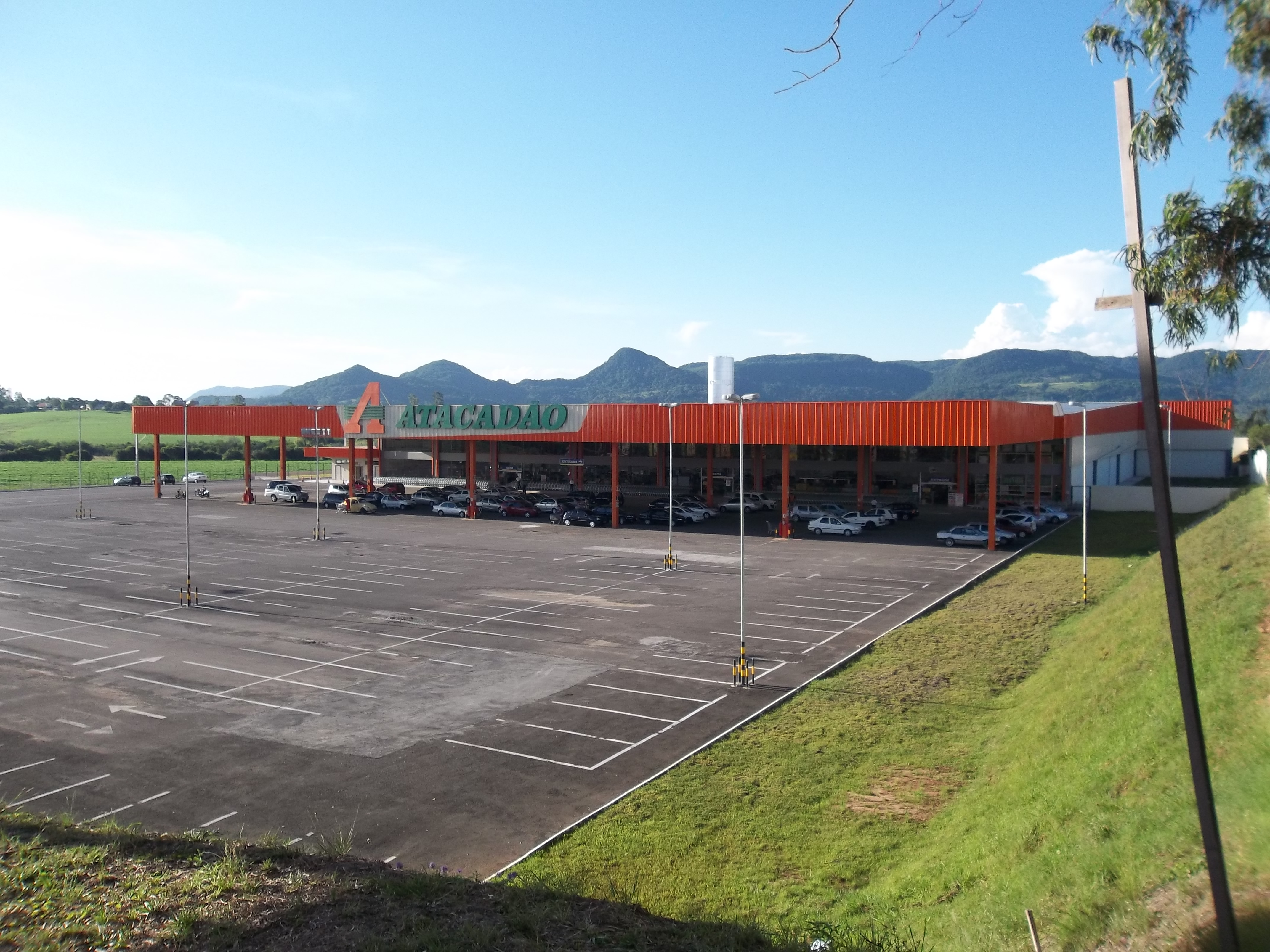
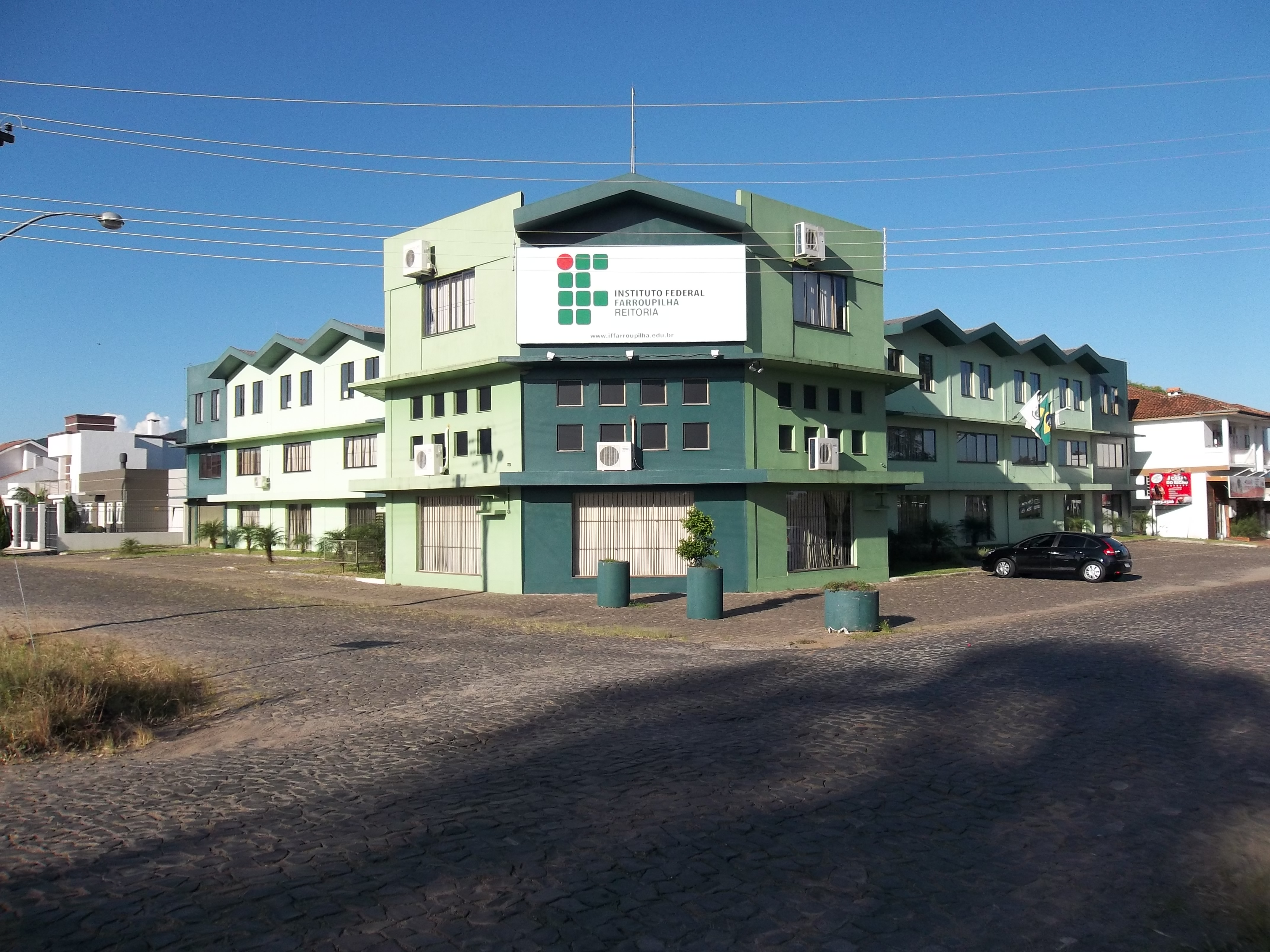
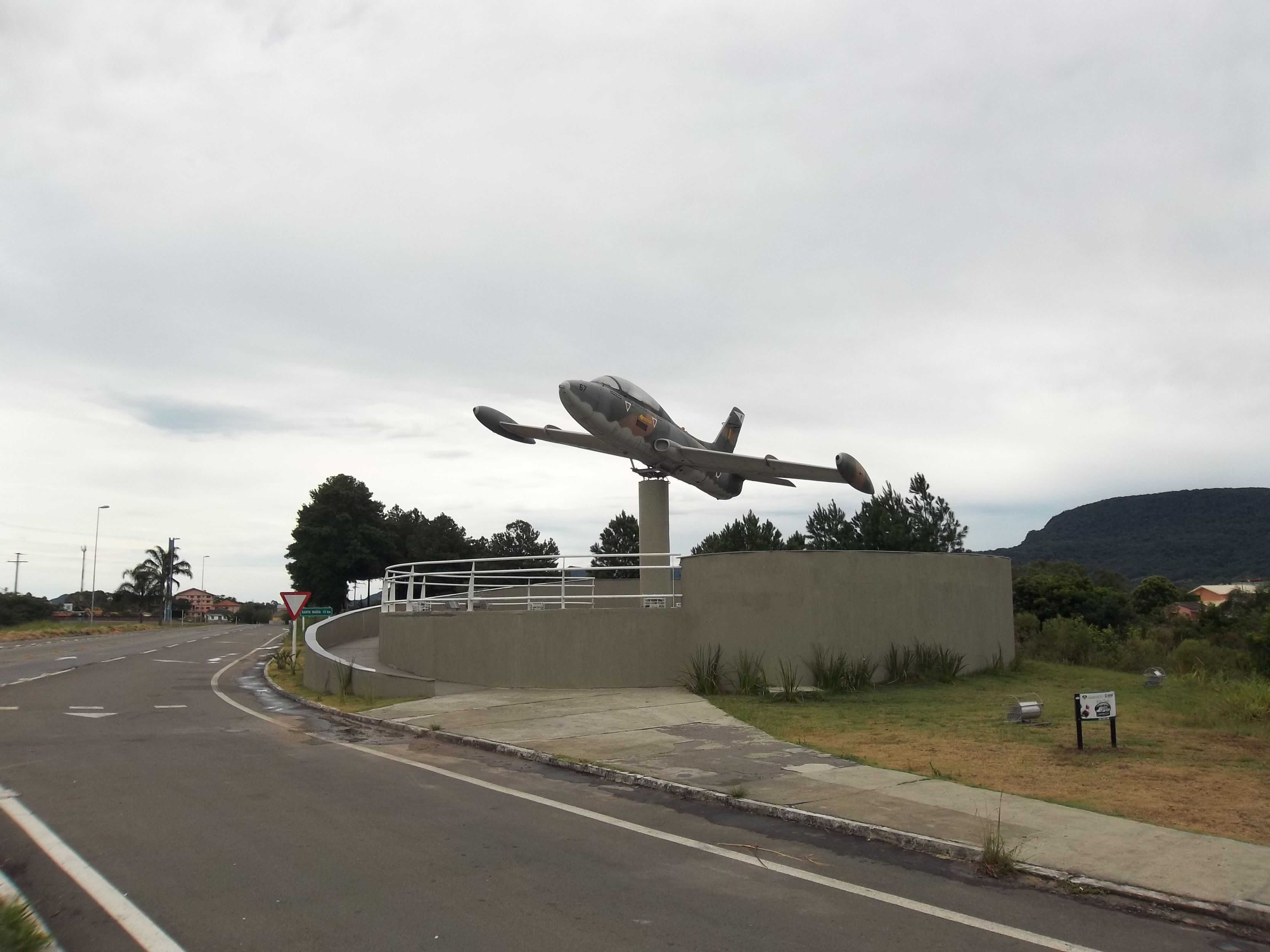

| Noroeste: Pé de Plátano São José           | Norte: Arroio Grande | Nordeste: Arroio Grande         |
| Oeste: São José Diácono João Luiz Pozzobon |                      | Este: Arroio Grande Palma Pains |
| Suroeste: Pains                            | Sur: Pains           | Sureste: Pains                  |